# Neomaso parvus
Neomaso parvus là một loài nhện trong họ Linyphiidae.
Loài này thuộc chi Neomaso. Neomaso parvus được Alfred Frank Millidge miêu tả năm 1985.